# Огаревка
Ога́ревка (рос. Огаревка, ерз. Огаревка) — присілок у складі Чамзінського району Мордовії, Росія. Входить до складу Великомаресевського сільського поселення.

## Населення
Населення — 10 осіб (2010; 23 у 2002).
Національний склад (станом на 2002 рік):
- росіяни — 87 %